# Tryde landskommun
Tryde landskommun var en tidigare kommun i dåvarande Kristianstads län.

## Administrativ historik
Kommunen bildades i Tryde socken i Ingelstads härad i Skåne när 1862 års kommunalförordningar trädde i kraft. 
22 januari 1887 inrättades i kommunen ett Tomelilla municipalsamhälle.
1921 utbröts en del för att uppgå i den då nybildade Tomelilla köping. 
Vid kommunreformen 1952 uppgick kommunen i Tomelilla köping som 1971 ombildades till Tomelilla kommun.

## Politik

### Mandatfördelning i valen 1938-1946
| 8 | 1 | 5 | 5 | 1 |

| 19 |

| 7 | 13 |

| 19 |

| 9 | 11 |

| 17 | 3 |